# 조쉬 에반스
조시 에번스(Josh Evans, 1971년 1월 16일 ~ )는 미국의 영화 감독, 배우, 각본가, 영화 제작자, 작곡가이다.
뉴욕에서 태어났다.

## 영화
- 체 게바라 (2005년)
- 글램 (1997년)
- 킬링 박스 (1993년)
- 도어즈 (1991년) - 빌 시돈스 역
- 닉크 (1991년)
- 드림 걸 (1989, Dream a Little Dream)
- 7월 4일생 (1989년) - 토미 코빅 역